# Pallanuoto Livorno
La Pallanuoto Livorno è la società pallanuotistica della città labronica. Presenta una squadra maschile che milita nel campionato di serie B delle regioni Toscana e Liguria. 
La società è guidata dal presidente Eugenio Lessi e allenata dal coach Nicola Turrini per il settore maschile.

## Storia
Tra il 1951 ed il 1953 la PNL ha partecipato alla massima serie (A) della pallanuoto in Italia. Fino al 2003 la prima squadra maschile ha militato in Serie B, mentre la squadra femminile è riuscita a conquistare l'accesso in Serie A2 nel corso della stagione 2007-2008.
Tornata in Serie C nella stagione 2012-2013, nel 2023 viene nuovamente promossa in Serie B.

## Tifosi
Dal 2006, i ragazzi del settore giovanile, tifosi della prima squadra maschile e femminile, hanno deciso di organizzarsi e di costituire il gruppo dei G.P.L., Giovani Pallanuotisti Livornesi, un progetto nato al fine di riuscire a creare una tifoseria solida e costante.